# ガス・グリーンスミス
ファーガス・"ガス"・グリーンスミス（英語: Fergus "Gus" Greensmith、1996年12月26日 - ）は、イギリス・マンチェスター出身のラリードライバー。

## 略歴

### 初期活動
少年時代はサッカーに堪能で、マンチェスター・シティFCのユースでゴールキーパーを務めたことがあった。2012年からレース活動に転向し、レーシングカートでU-18世界選手権に出場した。やがてラリー活動にも馴染むようになり、2014年にはイギリスジュニアラリー選手権でチャンピオンに輝いた。同年の最終戦ラリーGBでWRCデビュー。2015年からフォード・フィエスタのR2車両で行われるワンメイクシリーズ「Drive Dmack Cup」に参戦し初年度はランキング6位、翌年は最終戦スペインで2位表彰台を獲得しランキング4位となった。
2017年はMスポーツからWRC2へフォード・フィエスタで参戦し、初年度はランキング11位、翌年は7戦のうち3度表彰台に立ちシュコダの3人に次ぐランキング4位と好成績を残した。一方メキシコではトップ10圏内に入り初のドライバーズポイントを獲得した。
2019年はWRC2内の新たなクラスWRC2プロにMスポーツ・フォードからワークス参戦。開幕戦モンテカルロではライバル大差をつけ優勝し、総合でも自己最高の7位につけた。第11戦トルコでは優勝確実と思われた最終SS前のSS15でコースオフした際に転倒するが、マシンへのダメージは少なく、2位に大差をつけていたこともあり無事最終SSも走り切り2勝目を獲得した。しかしライバルであるシュコダのカッレ・ロバンペラの圧倒的な速さには敵わずランキング3位で終えた。

### Mスポーツ・フォード

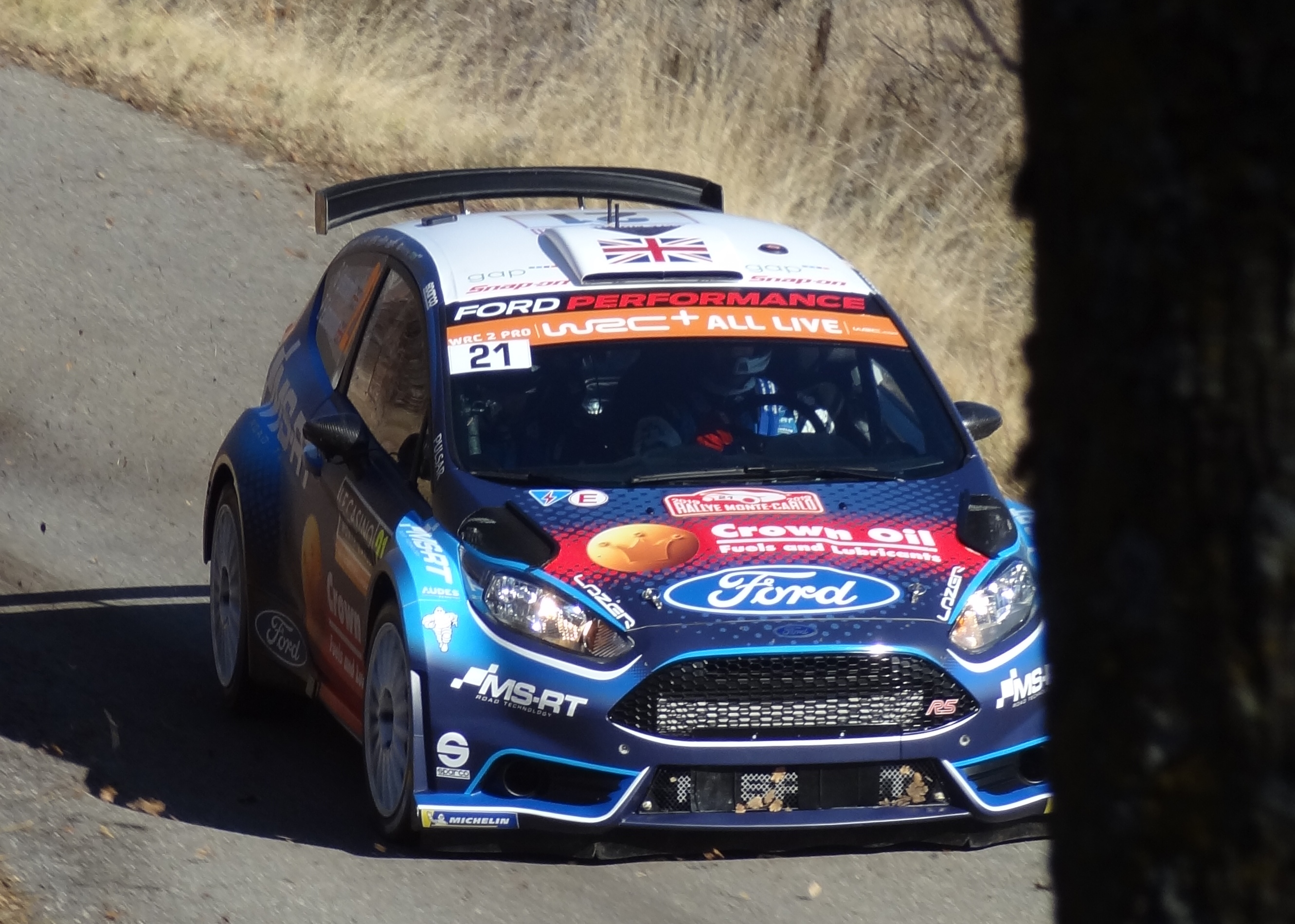
2019年ラリー・モンテカルロ

WRC2プロと並行して第7戦ポルトガルにMスポーツ・フォードから3台目のフォード・フィエスタWRCで出場した。固定ナンバーは「44」を選択した。初日7位につけトラブルで後退するまではチームメイトのエルフィン・エバンス、テーム・スニネンらと遜色ないスピードを発揮した。しかし最終パワーステージのフィニッシュ手前のジャンプの着地直後にクラッシュを喫してしまい、ステージが一時中断になる事態になった。WRカー参戦はこのポルトガルだけの予定だったが、チームのエースであるエバンスが背中の負傷で直前になりフィンランド欠場を余儀なくされたことで急遽グリーンスミスが代役で出場することとなった。ちなみにフィンランドは急遽ということもありエバンスの固定ナンバー「33」のままでラリーに出場した。終盤チームメイトに次ぐ9位につけていたが、SS21でまたしてもクラッシュを喫してリタイアとなる。続くドイツにも出場し、トラブルはあったものの無事に走り切り総合9位に入った。
2020年はテーム・スニネン、シトロエンから移籍したエサペッカ・ラッピのチームメイトとして9戦に参戦することが決定した。第3戦メキシコでは6位につけていたが、SS14でマシントラブルによって10分ロスし9位に終わる。その後、新型コロナウイルス感染症の影響によるシーズン中断・再編により彼の参戦イベント数も減ることとなった。再開後の第4戦エストニアは8位だったが、続くトルコでは最終日上位勢にパンクやトラブルが相次いだ中グリーンスミスはノートラブルで走り切り、SS9では3番手タイムをマークする活躍を見せ、荒れたサバイバルラリーでチームメイトのラッピを上回る自己最高となる5位を獲得した。翌戦のサルディニアはオルタネーターのトラブルで25位、最終戦初開催のモンツァではSS10のクラッシュでリタイアに終わりポイント獲得はならなかったが、本格参戦初年度ながらドライバーズランキング11位と健闘した。
2021年はスニネンがスポット参戦となることに伴い事実上エースドライバーとして同チームから初のフル参戦を果たす。同年第3戦より、コ・ドライバーをエリオット・エドモンドソンからかつてペター・ソルベルグとコンビを組んでいたクリス・パターソンへと変更。第6戦サファリでは最終日にチームメイトのアドリアン・フルモーと4位争いを繰り広げ5位でフィニッシュしたが、フルモーがSS14でショートカットをし過ぎたため10秒ペナルティが加算されたことにより、グリーンスミスが0.1秒差で自己最高の4位を獲得した。その後パターソンが第12戦を最後に引退すると、最終戦にマッズ・オストベルグのコ・ドライバーを務めた経験があるヨナス・アンダーソンと組んだ。最終的にスピード面ではチームメイトに劣ったが、コンスタントにポイントを獲得できる安定感を発揮し、ドライバーズランキング9位でシーズンを終えた。
2022年は新規定のフォード・プーマラリー1で引き続きフル参戦。開幕戦ではSS7で初のトップタイムをマークし速さを発揮、総合5位に入り幸先良いスタートを切った。続く第2戦でも5位に入った。第6戦サファリでは激しく横転を喫し、フロントガラスを蹴破ってなんとか這い出たが、その後なぜか救助に来ないマーシャルに激昂する様子が撮られてしまう一幕があった。後半戦は第8戦フィンランドで7位、最終戦ラリージャパンでの6位以外は、デイリタイアとクラッシュによるリタイアで安定感を欠きドライバーズランキング10位と前年を下回る結果となった。

### 再びWRC2へ
2023年は8年間過ごしたMスポーツを離脱し、WRC2にてTOKスポーツから参戦。第3戦メキシコと第5戦ポルトガルで優勝を挙げるも、フィンランドでのリタイアが響き4勝したチームメイトのアンドレアス・ミケルセンに敗れランキング2位に終わる。
2024年も同様の体制で参戦。初戦のサファリではSS1から首位に立ちその後は大差をつけ優勝を飾った。しかしその後チリで3位に入るまでは3戦でリタイアに終わるなど成績を伸ばすことができず、最終戦ラリー・ジャパンではチャンピオンの可能性を残していた出場しないチームメイトオリバー・ソルベルグのタイトル獲得のサポートを託されたが、目標としていた2位表彰台に入ることができず4位に終わった。ランキングは中盤のリタイアが響き7位に終わる。

## 人物
- ディスカバリーチャンネルの番組で、イドリス・エルバをフィエスタに乗せて走行運転したことがある[2]。
- WRカーデビューしてからはカーナンバー44を選択している。理由はファーストネームと名字の頭文字の「GG」を反転し引っかけたもの。

## WRCでの年度別成績
| 年     | 所属チーム           | ランキング | 獲得ポイント | 最高位・回数 | 表彰台回数 |
| ------ | -------------------- | ---------- | ------------ | ------------ | ---------- |
| 2019年 | MスポーツフォードWRT | 15位       | 9            | 7位・1回     | 0回        |
| 2020年 | MスポーツフォードWRT | 11位       | 16           | 5位・1回     | 0回        |
| 2021年 | MスポーツフォードWRT | 9位        | 64           | 4位・1回     | 0回        |
| 2022年 | MスポーツフォードWRT | 10位       | 44           | 5位・2回     | 0回        |
| 2023年 | TOKスポーツ          | 13位       | 26           | 6位・2回     | 0回        |
| 2024年 | TOKスポーツ          | 18位       | 6            | 6位・1回     | 0回        |

* シーズン進行中
| 年     | 所属チーム              | Car                          | 1      | 2      | 3      | 4      | 5       | 6       | 7       | 8       | 9       | 10      | 11      | 12      | 13     | 14    | 順位 | ポイント |
| ------ | ----------------------- | ---------------------------- | ------ | ------ | ------ | ------ | ------- | ------- | ------- | ------- | ------- | ------- | ------- | ------- | ------ | ----- | ---- | -------- |
| 2019年 | Mスポーツ・フォード WRT | フォード・フィエスタ R5      | MON 7  | SWE 19 | MEX    | FRA    | ARG 15  | CHL 12  |         | ITA 42  |         |         |         |         |        |       | 15位 | 9        |
| 2019年 | Mスポーツ・フォード WRT | フォード・フィエスタWRC      |        |        |        |        |         |         | POR Ret |         | FIN Ret | GER 9   |         |         |        |       | 15位 | 9        |
| 2019年 | Mスポーツ・フォード WRT | Ford Fiesta R5 Mk. II        |        |        |        |        |         |         |         |         |         |         | TUR 10  | GBR 33  | ESP 15 | AUS C | 15位 | 9        |
| 2020年 | Mスポーツ・フォード WRT | フォード・フィエスタWRC      | MON 63 | SWE    | MEX 9  | EST 8  | TUR 5   | ITA 25  | MNZ Ret |         |         |         |         |         |        |       | 11位 | 16       |
| 2021年 | Mスポーツ・フォード WRT | フォード・フィエスタWRC      | MON 8  | ARC 9  | CRO 7  | POR 5  | ITA 26  | KEN 4   | EST 32  | BEL 47  | GRE 5   | FIN 6   | ESP 6   | MNZ 8   |        |       | 9位  | 64       |
| 2022年 | Mスポーツ・フォード WRT | フォード・プーマ ラリー1     | MON 5  | SWE 5  | CRO 15 | POR 19 | ITA 7   | KEN 14  | EST Ret | FIN 7   | BEL 19  | GRE 29  | NZL Ret | ESP Ret | JPN 6  |       | 10位 | 44       |
| 2023年 | TOKスポーツ             | シュコダ・ファビアRS ラリー2 | MON    | SWE    | MEX 6  | CRO 14 | POR 6   | ITA Ret | KEN     | EST Ret | FIN Ret | GRE 8   | CHL 7   | EUR 14  | JPN    |       | 13位 | 26       |
| 2024年 | TOKスポーツ             | シュコダ・ファビアRS ラリー2 | MON    | SWE    | KEN 6  | CRO 11 | POR Ret | ITA     | POL 17  | LAT 13  | FIN Ret | GRE Ret | CHL 10  | EUR 12  | JPN 10 |       | 18位 | 8        |